# Linea 25 (Infrabel)
La Linea 25 (Ligne 25 in francese, Spoorlijn 25 in olandese) è una linea ferroviaria belga a scartamento ordinario lunga 47,6 km che unisce la capitale Bruxelles con la città di Anversa. Il tratto compreso tra Bruxelles e Malines, aperto nel 1835, è la più antica ferrovia del Belgio.

## Storia
Dopo l'indipendenza nel 1830 il giovane stato belga decise di costruire nuove arterie di comunicazione, come le ferrovie, alternative ai vecchi canali ormai obsoleti. Il 5 maggio 1835 la ferrovia Bruxelles-Malines fu ufficialmente inaugurata alla presenza di re Leopoldo I del Belgio. Il 3 maggio dell'anno successivo la linea fu prolungata sino ad Anversa. Visto il rapido crescendo del traffico, il 15 luglio 1838 fu messo in servizio il raddoppio della ferrovia.
Nel 1935 furono ultimati i lavori di elettrificazione della linea.
Dal 25 marzo 2007 il nuovo capolinea nord della ferrovia è la stazione di Anversa-Luchtbal.